# 桑泰尔地区贝卢瓦
桑泰尔地区贝卢瓦（法語：Belloy-en-Santerre，法語發音：[bɛlwa ɑ̃ sɑ̃tɛʁ]），或纯音译作贝卢瓦昂桑泰尔，是法国上法兰西大区索姆省的一个市镇，属于佩罗讷区。

## 地理
桑泰尔地区贝卢瓦（49°52'59"N, 2°51'19"E）面积5.49 平方千米，位于法国上法蘭西大區索姆省，该省份为法国北部沿海省份，北起加来海峡省和北部省，西接滨海塞纳省和大西洋英吉利海峡，南至瓦兹省，东临埃纳省。
与桑泰尔地区贝卢瓦接壤的市镇（或旧市镇、城区）包括：弗洛库尔、阿斯维莱、巴尔勒、桑泰尔地区贝尔尼、埃斯特雷-德涅库尔、维莱卡博内勒。
桑泰尔地区贝卢瓦的时区为UTC+01:00、UTC+02:00（夏令时）。

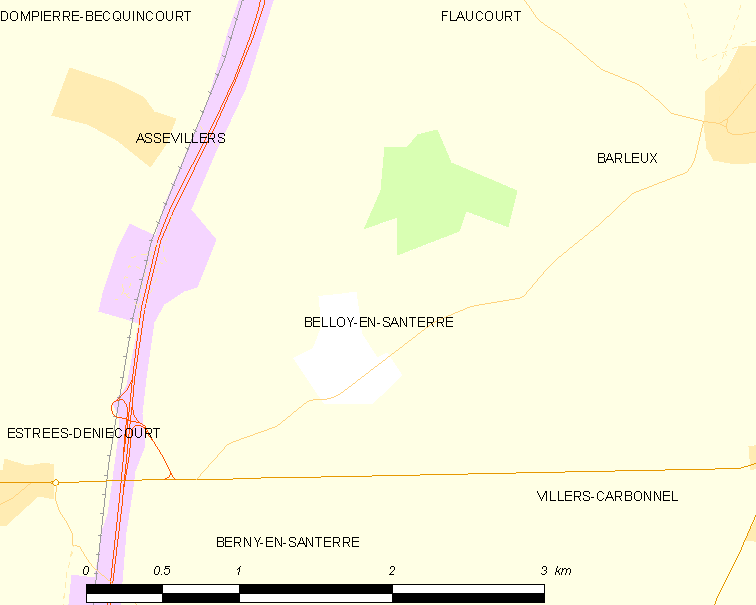
桑泰尔地区贝卢瓦的OSM定位图

## 行政
桑泰尔地区贝卢瓦的邮政编码为80200，INSEE市镇编码为80080。

## 政治
桑泰尔地区贝卢瓦所属的省级选区为阿姆县。

## 人口

1962-2008年间桑泰尔地区贝卢瓦人口变化图示

桑泰尔地区贝卢瓦于2022年1月1日时的人口数量为151人。